# Météorite de Padvarninkai
«  Padvarninkai (météorite) » redirige ici. Pour les autres significations, voir Padvarninkai.
La météorite de Padvarninkai, ou simplement Padvarninkai, est une météorite tombée en Lituanie en 1929, une achondrite du groupe des eucrites.

## Histoire
La météorite tombe le 9 février 1929 à proximité du village de Padvarninkai (district de Mažeikiai), sous les yeux de plus d'une centaine d'habitants. Un premier fragment est retrouvé le 1er septembre, puis une douzaine d'autres pour une masse totale de 4,932 kg.
Padvarninkai est d'abord considérée comme une shergottite (la seconde shergottite alors connue, après Shergotty elle-même) en raison de la présence de basalte à clinopyroxène et de maskelynite (en), un type de verre précisément découvert dans Shergotty en 1872. En 1963 il est montré que la maskelynite peut résulter de l'action d'une onde de choc sur un matériau basaltique, et on en trouve alors dans des chondrites et dans des météorites martiennes (et en 1967 dans des cratères d'impact terrestres). En 1962 la découverte de Zagami (en), une véritable shergottite, conduit à reclasser Padvarninkai en howardite. Depuis 1967, Padvarninkai est reclassée en eucrite, mais d'un type particulier.

## Pétrographie, minéralogie et géochimie
Padvarninkai est une brèche monomicte (constituée de fragments d'un même type de roche) à grains fins à grossiers, avec des veines de fusion dues à des impacts. La plupart des grains de pyroxène sont fortement fracturés tandis que le plagioclase est partiellement ou totalement converti en maskelynite (en). Sur la base des caractéristiques de choc observées dans le pyroxène, le plagioclase et l'apatite, Padvarninkai peut être classée dans la catégorie M-S4/5. Malgré ces chocs, certaines textures d'origine ignée sont conservées.
La composition chimique et minéralogique de Padvarninkai en fait une eucrite du groupe principal, riche en nickel et en terres rares (enrichissement d'un facteur 10 à 12 par rapport aux chondrites CI, et spectre plat). La composition isotopique de l'oxygène est semblable à celle des autres eucrites, mais Padvarninkai présente une valeur anormalement élevée de δ13C, qui ne semble pas due à la contamination terrestre.

## Datations
Les chronomètres Sm-Nd et Pb-Pb (en) indiquent un âge de cristallisation (et donc de formation) d'environ 4,5 milliards d'années (Ga), ce qui implique l'existence précoce d'un volcanisme sur le corps parent de Padvarninkai (sans doute Vesta, comme pour toutes les météorites HED).
Les systèmes Ar-Ar et Rb-Sr ont quant à eux été perturbés par des événements fortement énergétiques (sans doute des impacts), datés d'environ 4,1, 3,8 et 1,15 Ga.